# NGC 1750
NGC 1750 est un amas ouvert situé dans la constellation de la Taureau. Il a été découvert par l'astronome germano-britannique William Herschel en 1785.
NGC 1750 est situé à environ 630 pc (∼2 050 al) du système solaire et les dernières estimations donnent un âge de 200 millions d'années. La taille apparente de l'amas est de 25,0 minutes d'arc, ce qui, compte tenu de la distance, donne une taille réelle maximale d'environ 14,9 années-lumière. 
Notons qu'il est possible que NGC 1750 soit en réalité NGC 1746. Une étude parue en 1998 confirme que NGC 1750 et NGC 1758 sont bien des amas ouverts, mais il semble selon cette étude que NGC 1746 soit un groupe d'étoiles. 